# 黑多拉

黑多拉

黑多拉（日文：ヘドラ/英文：Hedorah）是哥斯拉系列電影中出現的一隻怪獸。

## 來源
黑多拉原本是宇宙飛來的礦物，後來吸收了工廠排放的有害廢棄物而變成的公害怪獸。
黑多拉在《哥斯拉 最後戰役》(2004年)中被X星人控制，和伊比拉一起去東京灣海底與哥斯拉戰鬥，但詳細的作戰情況不明。

## 特徵
黑多拉分為四個形態，分別是水中棲息期、上陸期、飛行期和成長期。上陸期起以四腳步行，成長體害怕乾燥。身體能把鋼鐵融化，亦能在必要時放棄最外層的表皮逃生。飛行體在飛行時會邊飛邊掛放劇毒黑煙，能令人身體腐化而致命。因為身體沒有固定形狀和結構，所以不懼怕因攻擊而令身體受損。

## 登場電影
- 《哥斯拉對黑多拉》(1971年)
- 《哥斯拉 最後戰役》(2004年)

## 武器
硫酸、排放腐蝕性物體、劇毒黑煙、紅色射線。

## 歷代黑多拉

### 初代黑多拉
- 水中棲息期
  - 身長:0.1mm-20m
  - 體重:不定
- 上陸期
  - 身長:30m
  - 體重:不定
- 飛行期
  - 身長:40m
  - 體重:不定
- 成長期
  - 身長:60m
  - 體重:不定
- 登場電影:《哥斯拉對黑多拉》

### 二代黑多拉
- 身長:120m
- 體重:7萬噸
- 登場電影:《哥斯拉 最後戰役》